# Gazprom-RusVelo
La Gazprom-RusVelo (in russo Газпром-Русвело?) era una squadra maschile russa di ciclismo su strada.
Attiva nel professionismo dal 2009 al 2022 con licenza di UCI Professional Continental/ProTeam, aveva sede operativa in Svizzera e dal 2016 al 2022 fu sponsorizzata dalla compagnia di gas Gazprom. Nel 2016 fu invitata per la prima volta a un grande giro, il Giro d'Italia, vincendo una tappa con Aleksandr Foliforov.
Il 1º marzo 2022, a seguito dell'invasione russa dell'Ucraina e della decisione dell'UCI di ritirare le licenze ai team russi e bielorussi, è stata sospesa dalle attività. La squadra è stata quindi sciolta.

## Cronistoria

### Annuario
| Anno | Codice | Nome            | Cat. | Biciclette | Dirigenza |
| ---- | ------ | --------------- | ---- | ---------- | --- |
| 2012 | RVL    | RusVelo         | PCT  | BMC        | Manager: Heiko Salzwedel Dir. sportivi: Vjačeslav Ekimov, Oleg Griškin, Egon van Kessel, Hagen Bernutz, Viktor Ivanov, Andreas Lang, Henk Vogels        |
| 2013 | RVL    | RusVelo         | PCT  | Colnago    | Manager: Renat Chamidulin Dir. sportivi: Serhij Hončar, Sergej Ivanov, Aleksej Markov, Nikolaj Morozov, Heiko Salzwedel                                 |
| 2014 | RVL    | RusVelo         | PCT  | Colnago    | Manager: Renat Chamidulin Dir. sportivi: Serhij Hončar, Aleksandr Efimkin, Sergej Ivanov, Aleksej Markov                                                |
| 2015 | RVL    | RusVelo         | PCT  | Colnago    | Manager: Renat Chamidulin Dir. sportivi: Serhij Hončar, Aleksandr Efimkin, Aleksej Markov, Fabrizio Tacchino, Roberto Vigni                             |
| 2016 | GAZ    | Gazprom-RusVelo | PCT  | Colnago    | Manager: Renat Chamidulin Dir. sportivi: Sergej Ivanov, Michele Devoti, Sergej Klimov, Aljaksandr Kučynski, Aleksej Markov                              |
| 2017 | GAZ    | Gazprom-RusVelo | PCT  | Colnago    | Manager: Renat Chamidulin Dir. sportivi: Paolo Rosola, Sergej Klimov, Aleksej Markov, Aleksandr Serov                                                   |
| 2018 | GAZ    | Gazprom-RusVelo | PCT  | Colnago    | Manager: Renat Chamidulin Dir. sportivi: Aleksej Markov, Wladimir Belli, Paolo Rosola, Aleksandr Serov, Roberto Vigni                                   |
| 2019 | GAZ    | Gazprom-RusVelo | PCT  | Colnago    | Manager: Renat Chamidulin Dir. sportivi: Aleksej Markov, Michele Devoti, Denis Men'šov, Evgenij Petrov, Aleksandr Serov, Andrej Solomennikov            |
| 2020 | GAZ    | Gazprom-RusVelo | PRT  | Colnago    | Manager: Renat Chamidulin Dir. sportivi: Michele Devoti, Dmitrij Konyšev, Aleksej Markov, Denis Men'šov, Evgenij Petrov, Evgenij Popov, Aleksandr Serov |
| 2021 | GAZ    | Gazprom-RusVelo | PRT  | Colnago    | Manager: Renat Chamidulin Dir. sportivi: Aleksandr Serov, Dmitrij Konyšev, Aleksej Markov                                                               |
| 2022 | GAZ    | Gazprom-RusVelo | PRT  | LOOK       | Manager: Renat Chamidulin Dir. sportivi: Dmitrij Sedun, Dmitrij Konyšev, Aleksej Markov, Evgenij Popov, Aleksandr Serov                                 |

### Classifiche UCI
Aggiornato al 26 ottobre 2021.
| Anno | Classifica | Pos. | Migliore cl. individuale |
| ---- | ---------- | ---- | ------------------------ |
| 2012 | America T. | 35º  | Ivan Rovnyj (126º)       |
| 2012 | Asia T.    | 19º  | Artur Eršov (55º)        |
| 2012 | Europe T.  | 22º  | Sergej Firsanov (18º)    |
| 2012 | Oceania T. | 16º  | Aleksandr Serov (49º)    |
| 2013 | Asia T.    | 32º  | Leonid Krasnov (28º)     |
| 2013 | Europe T.  | 28º  | Leonid Krasnov (106º)    |
| 2014 | America T. | 32º  | Aleksandr Serov (278º)   |
| 2014 | Asia T.    | 38º  | Sergej Lagutin (11º)     |
| 2014 | Europe T.  | 8º   | Il'nur Zakarin (9º)      |
| 2015 | Asia T.    | 30º  | Ivan Savickij (43º)      |
| 2015 | Europe T.  | 6º   | Ivan Savickij (30º)      |
| 2016 | Asia T.    | 48º  | Roman Majkin (111º)      |
| 2016 | Europe T.  | 14º  | Sergej Firsanov (53º)    |
| 2017 | Europe T.  | 31º  | Aleksandr Porsev (87º)   |
| 2017 | Oceania T. | 19º  | Pavel Brutt (78º)        |
| 2018 | Europe T.  | 23º  | Aleksandr Vlasov (206º)  |
| 2019 | Europe T.  | 15º  | Aleksandr Vlasov (89º)   |
| 2019 | World T.   | 34º  | Aleksandr Vlasov (108º)  |
| 2020 | Europe T.  | 19º  | Simone Velasco (208º)    |
| 2020 | World T.   | 40º  | Simone Velasco (253º)    |
| 2021 | World T.   | 30º  | Simone Velasco (136º)    |

## Palmarès
Aggiornato al 31 dicembre 2019.

### Grandi Giri
- Giro d'Italia

Partecipazioni: 2 (2016, 2017)
Vittorie di tappa: 1
2016: 1 (Aleksandr Foliforov)
Vittorie finali: 0
Altre classifiche: 0
- Tour de France

Partecipazioni: 0
- Vuelta a España

Partecipazioni: 0

### Campionati nazionali
- Campionati russi: 5

In linea: 2013 (Il'nur Zakarin); 2015 (Artëm Ovečkin); 2017 (Aleksandr Porsev); 2019 (Aleksandr Vlasov); 2021 (Artëm Nyč)

## Organico 2022
Aggiornato al 28 febbraio 2022. Dopo tale data, a seguito della sospensione, ciclisti e staff sono stati lasciati liberi di firmare per altre squadre.

### Staff tecnico
|  | Naz.              | Ruolo | Sportivo         |  |  |  |
|  | ----------------- | ----- | ---------------- |  |  |  |
|  | Russia (bandiera) | GM    | Renat Chamidulin |  |  |  |
|  | Russia (bandiera) | DS    | Dmitrij Sedun    |  |  |  |
|  | Russia (bandiera) | DS    | Dmitrij Konyšev  |  |  |  |
|  | Russia (bandiera) | DS    | Aleksej Markov   |  |  |  |
|  | Russia (bandiera) | DS    | Evgenij Popov    |  |  |  |
|  | Russia (bandiera) | DS    | Aleksandr Serov  |  |  |  |

### Rosa
|  | Naz.                  |  | Sportivo          | Anno |  |  |
|  | --------------------- |  | ----------------- | ---- |  |  |
|  | Italia (bandiera)     |  | Marco Canola      | 1988 |  |  |
|  | Italia (bandiera)     |  | Giovanni Carboni  | 1995 |  |  |
|  | Russia (bandiera)     |  | Nikolaj Čerkasov  | 1996 |  |  |
|  | Russia (bandiera)     |  | Sergej Černeckij  | 1990 |  |  |
|  | Italia (bandiera)     |  | Nicola Conci      | 1997 |  |  |
|  | Spagna (bandiera)     |  | José Manuel Díaz  | 1995 |  |  |
|  | Italia (bandiera)     |  | Alessandro Fedeli | 1996 |  |  |
|  | Russia (bandiera)     |  | Pavel Kočetkov    | 1986 |  |  |
|  | Rep. Ceca (bandiera)  |  | Michael Kukrle    | 1994 |  |  |
|  | Norvegia (bandiera)   |  | Eirik Lunder      | 1994 |  |  |
|  | Italia (bandiera)     |  | Matteo Malucelli  | 1993 |  |  |
|  | Russia (bandiera)     |  | Denis Nekrasov    | 1997 |  |  |
|  | Russia (bandiera)     |  | Artëm Nyč         | 1990 |  |  |
|  | Italia (bandiera)     |  | Andrea Piccolo    | 2001 |  |  |
|  | Russia (bandiera)     |  | Pëtr Rikunov      | 1997 |  |  |
|  | Costa Rica (bandiera) |  | Kevin Rivera      | 1998 |  |  |
|  | Russia (bandiera)     |  | Ivan Rovnyj       | 1987 |  |  |
|  | Italia (bandiera)     |  | Christian Scaroni | 1997 |  |  |
|  | Russia (bandiera)     |  | Dmitrij Strachov  | 1995 |  |  |
|  | Russia (bandiera)     |  | Il'nur Zakarin    | 1989 |  |  |